# Genrich Sidorenkov
Genrich Ivanovitsj Sidorenkov (Russisch: Генрих Иванович Сидоренков) (Smolensk, 11 augustus 1931 - Moskou, 5 januari 1990) was een Sovjet-Russisch ijshockeyer. 
In 1954 werd Sidorenkov in het Zweedse Stockholm wereldkampioen.
Sidorenkov won tijdens de Olympische Winterspelen 1956 in Cortina d'Ampezzo de gouden olympische medaille, dit toernooi was ook als wereldkampioenschap aangemerkt.
Sidorenkov won tijdens de Olympische Winterspelen 1960 in het Amerikaanse Squaw Valley de bronzen olympische medaille.